# Ноєвці
Но́євці (болг. Ноевци) — село в Перницькій області Болгарії. Входить до складу общини Брезник.

## Населення
За даними перепису населення 2011 року у селі проживали 624 особи, з них 607 осіб (99,3%) — болгари.
Розподіл населення за віком у 2011 році:
Динаміка населення: